# OsmocomBB
OsmocomBB (von englisch „Open Source Mobile Communications – Baseband“) ist eine freie Firmware für den Betrieb der Baseband-Prozessoren von GSM-Endgeräten.
Sie wird in C entwickelt und als freie Software unter den Bedingungen der GNU General Public License (GPL) (Version 2 oder höher) veröffentlicht. Es ist ein Schwesterprojekt von OpenBSC, das von denselben Programmierern entwickelt wurde.
Neben dem Betrieb von GSM-Telephonen mit freier Software soll es auch einer größeren Masse von Personen besseren Einblick und direkte, praktische Auseinandersetzung mit GSM ermöglichen und damit die öffentliche Auseinandersetzung mit der (Un-)Sicherheit von GSM fördern.
OsmocomBB enthält eine Implementierung eines GSM-Protokollstapels für OSI-Schichten 1 bis 3 der clientseitigen GSM-Protokolle und Treiber.
Die Clients bestehen im Kern aus dem Baseband-Prozessor, der typischerweise aus einem ARM-Prozessor und einem digitalen Signalprozessor besteht.

## Geschichte
Nach der Schaffung von OpenBSC wandten sich die Autoren im Januar 2010 der Schaffung einer freien clientseitigen Implementierung der GSM-Protokolle zu.
Nach 19 Jahren GSM-Nutzung ist OsmocomBB neben einer Handvoll proprietärer Implementierungen die erste freie Implementierung nach gescheiterten Projekten wie TSM30 von THC und MadOS, einem alternativen Betriebssystem für Nokia-Telefone der DCT-3-Gerätegeneration.
Die Entwickler arbeiteten bei der Entwicklung zunächst mit dem Chipsatz „Calypso“ von Texas Instruments, da dieser unter anderem aufgrund vieler bekannt gewordener Informationen über ihn leicht zu hacken ist. Durch den Einsatz der Programmbibliothek libosmocore, in die übergreifend relevanter Code aus OpenBSC ausgelagert wurde, wurde versucht, möglichst viel Code in OsmocomBB wiederzuverwenden.